# ちくま環境エネルギーセンター
ちくま環境エネルギーセンター（ちくまかんきょうエネルギーセンター）は、長野県千曲市にある長野広域連合のごみ処理施設である。

## 概要
ごみ処理の広域化を目的に長野広域連合管内で整備が進められている2箇所のごみ処理施設と1箇所の最終処分場の内の1箇所であり、千曲市・坂城町から排出される可燃ごみの処理を担当する。
1日当たり100トンの処理ができるストーカー式焼却炉を2炉と、10トンの処理ができる燃料式溶融炉（都市ガス）を1炉を持つ。
施設の整備・運営を民間に委託するDBO方式が採用されており、クボタ環境サービス（現: クボタ環境エンジニアリング株式会社）を代表とする共同企業体が受託している。施工はクボタ環境サービス・守谷商会特定建設工事共同企業体によって行われ、管理運営は特定目的会社の「ちくま環境サービス株式会社」によって行われている。

## 歴史
- 2018年（平成30年）8月3日 - 着工[2]。
- 2022年（令和4年）5月31日 - 竣工[2]。
- 2022年（令和4年）6月1日 - 稼働開始[7]。